# Romper el hechizo: la religión como un fenómeno natural
Romper el hechizo: la religión como un fenómeno natural es un libro publicado en el 2006, escrito por el filósofo y científico cognitivo Daniel Dennett. El autor argumenta a partir de un análisis científico de la religión para intentar predecir el futuro de este fenómeno e intenta romper no con la creencia religiosa, sino la convicción de que la religión está fuera de límites de la investigación científica.

## Traducciones
La edición original es en inglés y lleva como título Breaking the Spell: Religion as a Natural Phenomenon, ha sido traducido también a otros idiomas:
- Español: traducido por Felipe de Brigard como Romper el hechizo: la religión como un fenómeno natural, Madrid: Katz 2007. ISBN 978-84-96859-00-5
- Alemán: Den Bann brechen. Religion als natürliches Phänomen, Frankfurt a. M.: Verlag der Weltreligionen im Insel Verlag 2008. ISBN 978-3-458-71011-0
- Griego: Απομυθοποίηση, Thessaloniki: Vanias 2007. ISBN 978-960-288-198-9
- Italiano: Rompere l'incantesimo. La religione come fenomeno naturale, Milano: Cortina Raffaello 2007. ISBN 978-88-6030-097-3
- Polaco: Odczarowanie. Religia jako zjawisko naturalne, Warsaw: Państwowy Instytut Wydawniczy 2008. ISBN 978-83-06-03138-6
- Portugués: Quebrando O Encanto. A Religião Como Fenômeno Natural, Rio de Janeiro: Globo 2006. ISBN 978-85-250-4288-0